# Моррис, Стивен
Сти́вен Пол Дэ́вид Мо́ррис (англ. Stephen Paul David Morris; род. 28 октября 1957) — британский музыкант, наиболее известный по участию в группе New Order (а ранее в — Joy Division), в которой он выполняет функции барабанщика. Со своей женой Джиллиан Гилберт (тоже членом New Order) Моррис также записывается в рамках проекта The Other Two.

## Биография
В состав Joy Division Стивен Моррис вошёл в середине июля 1977 года, откликнувшись на объявление в газете о поиске барабанщика. Группа тогда называлась Warsaw; её лидер Иэн Кёртис вспомнил Морриса, так как Стивен ходил в ту же школу, что и он. Моррис обладал широким диапазоном музыкальных вкусов, его немного «метрономный» стиль игры напоминал по стилю скорее краут-рок, чем панк-рок. C приходом Морриса комплектование коллектива было закончено.
После смерти Кёртиса в мае 1980 года участники группы решили продолжить писать музыку под названием New Order, однако вначале не могли определиться, кто будет вокалистом в новом коллективе. С июля по сентябрь 1980 года каждый из музыкантов пробовал себя в качестве вокалиста, в том числе и Моррис. В его исполнении, в рамках первой демозаписи группы, была записана песня «Ceremony». Выбор в конечном счёте остановился на Бернарде Самнере. С тех пор Моррис ни разу не исполнял вокальные партии ни в New Order, ни в других музыкальных проектах. В New Order помимо барабанов, Моррис стал также отвечать за программирование секвенсеров и драм-машин, чья роль в музыке группы стала быстро усиливаться с первых же записей.
В 1991—1999 гг., во время неофициального распада New Order, Моррис и Гилберт записывались вместе под названием The Other Two. В 2007 году бас-гитарист New Order Питер Хук вышел из группы, и три оставшихся члена (Самнер, Моррис, Каннингем) собрали новый коллектив под названием Bad Lieutenant, в котором также приняли участие ещё три других музыканта (в том числе Алекс Джеймс из Blur).
В 2011 году Самнер, Моррис, Каннингем, а также Гилберт объявили, что примут участие в благотворительных концертах под названием New Order, которые станут таким образом первыми выступлениями New Order с 2006 года (при этом Питер Хук по-прежнему остаётся в стороне от группы).
Среди прочих проектов Морриса также были музыка к телепередачам и ремиксы на Nine Inch Nails. Дома у Морриса находится своя студия, в которой репетировали New Order и Bad Lieutenant.
Моррис является большим поклонником телесериала «Доктор Кто», и у него в студии находится реплика Далека. Кроме того, известно, что Моррис коллекционирует танки и бронетранспортёры.